# Kakwa
Kakwa, neveliko pleme iz skupine Istočnih Nilota na sjeverozapadu Ugande (66,000), Južnom Sudanu (40,000; distrikt Yei) i sjeveroistoku Demokratske Republike Kongo (20,000) u provinciji Orientale. Jezično su najsrodniji narodima Bari i Mondari s kojima čine jednu od dvije podskupine istonih Nilota. Stočari i boljogojci. Neprijatelji su ratobornog plemena Turkana. Najpoznatiji pripadnik ovog plemena je diktator Idi Amin.

## Vanjske poveznice
- Kakwa  Arhivirana inačica izvorne stranice od 16. svibnja 2008. (Wayback Machine)